# 2427 Kobzar
2427 Kobzar (1976 YQ7) là một tiểu hành tinh vành đai chính được phát hiện ngày 20 tháng 12 năm 1976 bởi N. Chernykh ở Nauchnyj.